# 입탕세

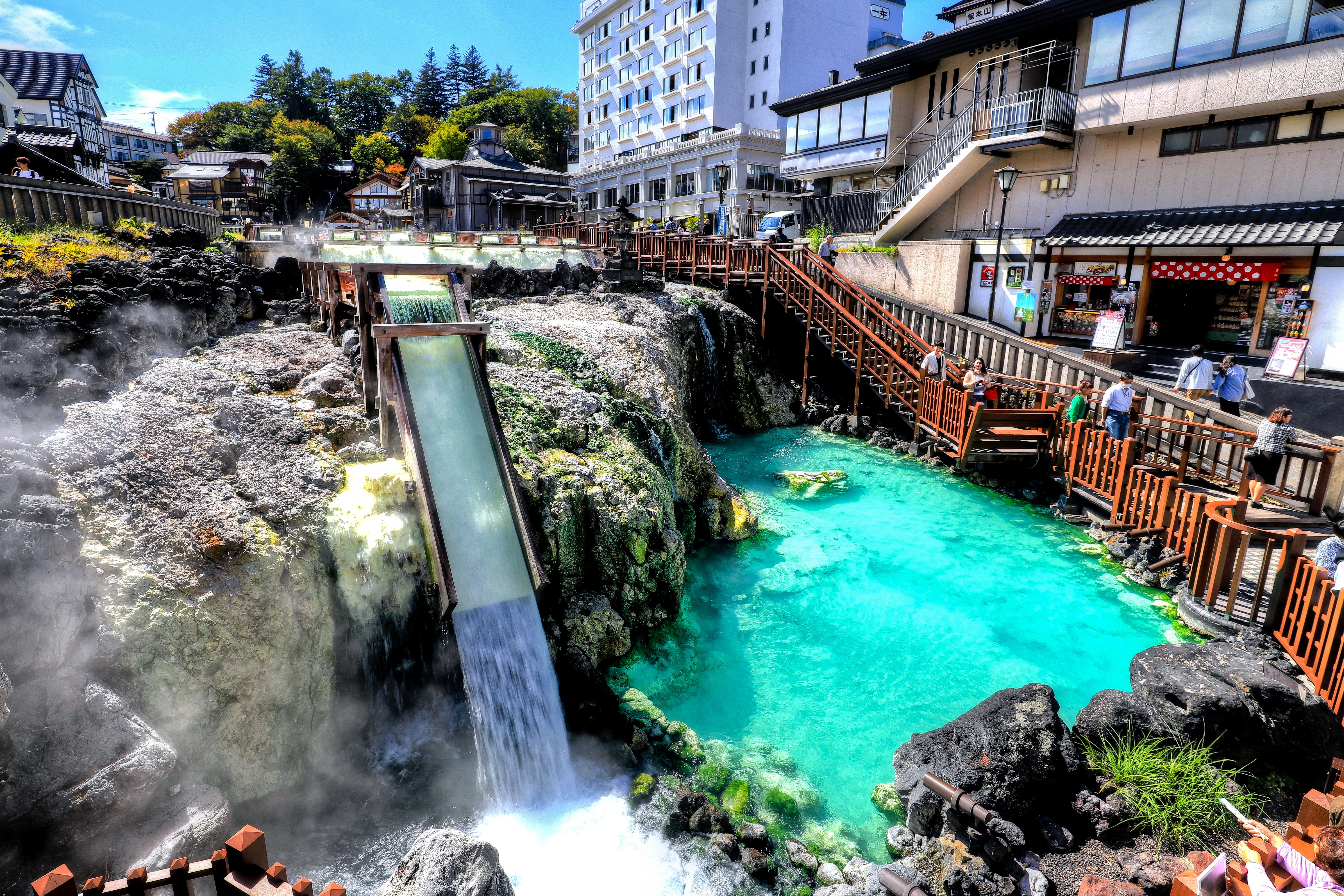
입탕세에 의해 정비되고 있는 구사쓰 온천의 유바타케

입탕세(入湯税)는 일본의 광천 욕장이 소재하는 시정촌이 광천 욕장을 이용하는 입욕객에게 부과하는 목적세인 지방세다. 작은 시정촌에 있어서는 귀중한 자주재원이며, 목적세이면서 일반재원적으로 운용되기 쉽다.
일본이 정하는 표준세율은 1인 1일당 150엔으로 대부분의 시정촌이 준거하고 있지만, 동시에 대부분의 시정촌이 감면조치도 정하고 있다. 반대로, 관광 진흥의 자주 재원으로서 초과 과세를 실시하는 시정촌도 존재한다.